# Affile
Affile ist eine italienische Gemeinde in der Metropolitanstadt Rom in der Region Latium mit 1404 Einwohnern (Stand 31. Dezember 2023).

## Geographie

Lage von Affile in der Provinz Rom

Affile liegt 83 Kilometer östlich von Rom und 12 Kilometer südlich von Subiaco. Es liegt in den nach dem Ort benannten Monti Affilani oberhalb des Tals des Aniene. Der Ortskern liegt auf einer Höhe von 684 s.l.m. während die modernen Ortsteile auf einer Höhe von ca. 420 s.l.m. unterhalb des alten Ortes liegen. Das Gemeindegebiet erstreckt sich von 361 bis 1158 m s.l.m.
Die Gemeinde liegt in der Erdbebenzone 2 (mittel gefährdet).
Affile ist Mitglied der Comunità Montana Valle dell’Aniene.
Die Nachbargemeinden sind im Uhrzeigersinn Subiaco, Arcinazzo Romano, Roiate, Bellegra und Rocca Santo Stefano.

### Verkehr
- Affile wird von der Strada Statale 411 Sublacense, die von Roviano an der Autobahn A24 Strada dei Parchi, Richtung Alatri führt, erschlossen.
- Der nächste Bahnhof in 31 km Entfernung ist der Bahnhof Colleferro-Segni-Paliano an der Bahnstrecke Rom–Neapel. Der Bahnhof wird auch von der Regionalbahn FR6 Rom-Cassino bedient.
- Der nächste internationale Flughafen Rom-Fiumicino befindet sich in 94 km Entfernung.
- Busse der Gesellschaft Cotral verbinden Affile mit Subiaco, Fiuggi und Frosinone.

## Geschichte
Affile ist seit prähistorischer Zeit besiedelt. In vorrömischer Zeit lag es an der Grenze zwischen den Gebieten der Aequer und der Herniker. Aus dieser Zeit sind noch Mauerreste in Opus Poligonalis bei der Kirche San Pietro und im Ortsteil La Croce erhalten. 304 v. Chr. wurden die Aequer von Rom unterworfen und Affile wurde zur Kolonie. Plinius erwähnte eine Kolonie der Affilani und Frontinus erwähnte es als Afilae Oppidum. Der Name Affilae oder Afilae leidet sich möglicherweise vom Familiennamen Afilanus ab. Ein Teil einer antiken Inschrift, die heute in die Fassade der Kirche Santa Felicità eingemauert ist, erinnert an einen Lucius Afilanus. Das römische Afile lag etwas östlich des mittelalterlichen Ortes. Nach dem Ende des Römischen Reichs gibt es keine Nachrichten mehr von Affile. Im 9. Jahrhundert wurde es jedoch wohl beim Einfall der Sarazenen in Mitleidenschaft gezogen.
999 wurde auf persönliche Initiative von Otto III. in eine römische Zisterne die Kirche Sant Angelo supra Cisternam mit angeschlossenem Kloster eingebaut, womit der Wiederaufbau des Ortes begann. 1013 wurde eine Burg in Affile erstmals erwähnt, die ab 1084 Ildemondo dei Conti, einem Vorfahren von Papst  Alexander IV. gehörte. In der Folgezeit musste er sich gegen die Ansprüche der Äbte von Santa Scolastica bei Subiaco wehren, denen er schließlich unterlag. 1176 kam Affile endgültig an Subiaco und verblieb bei dem Kloster bis Benedikt XIV. dessen weltliche Macht beendete. 1870 wurde Affile zusammen mit dem Kirchenstaat Teil des Königreichs Italien.

## Bevölkerungsentwicklung
| Jahr      | 1871 | 1901 | 1921 | 1936 | 1951 | 1971 | 1991 | 2001 | 2011 |
| Einwohner | 1628 | 1801 | 1885 | 2008 | 2194 | 1644 | 1639 | 1644 | 1564 |

Quelle ISTAT

## Politik
Ercole Viri (neofaschistische Bürgerliste) wurde im April 2008 mit 42,15 % der Stimmen zum Bürgermeister gewählt. Trotz des Skandals um das Graziani-Mausoleum (s. unten) wurde er bei den Wahlen am 26. und 27. Mai 2013 mit 61,26 % der Stimmen im Amt bestätigt. Seine Bürgerliste Insieme stellt 4 der 6 Gemeinderäte. Am 10. Juni 2018 wurde er erneut wiedergewählt.
Gegen Viri und zwei Gemeindedezernenten läuft seit April 2013 ein Ermittlungsverfahren der Staatsanwaltschaft Tivoli wegen der Unterstützung des Faschismus.

### Graziani-Mausoleum
Am 11. August 2012 wurde in Affile im Parco di Radimonte ein mit Subventionsgeldern der Region und der Gemeinde errichtetes Mausoleum zu Ehren von Rodolfo Graziani, eines verurteilten Kriegsverbrechers der Mussolinidiktatur im Beisein von Bürgern und dem Bürgermeister Ercole Viri eingeweiht. Dies führte zu internationalen Protesten. Im April 2013 stellte der neugewählte Präsident der Region Latium Nicola Zingaretti (PD) die Finanzierung der Region für das Monument ein. Von einer Rückforderung der bereits größtenteils ausgegebenen Gelder oder einem Abriss, wie aus seiner Partei gefordert, war jedoch keine Rede mehr.

## Sehenswürdigkeiten
- Die römische Zisterne ist 3 m auf 17 m groß und mit einem Tonnengewölbe überdeckt. In sie wurde 999 die Kirche Sant Angelo eingebaut, die allerdings bereits im 16. Jahrhundert wieder aufgelöst wurde. Von der Kirche sind kaum Reste erhalten.
- Die Kirche San Pietro wurde bereits im 6. Jahrhundert von Papst Gregor I. erwähnt. Die heutige Kirche stammt im Wesentlichen aus dem 15. Jahrhundert. Fresken erinnern an den Aufenthalt von Benedikt von Nursia in Affile.
- Die Kirche Santa Maria wurde 1005 erstmals erwähnt. Ihre ältesten Teile stammen aus dem 13. Jahrhundert.
- Santa Felicità ist die heutige Pfarrkirche von Affile. Sie birgt die Reliquien der Heiligen Felicitas.

## Kulinarische Spezialitäten
Der DOC-Wein Cesanese di Affile wird außer in Affile nur in den Nachbargemeinden Roiate und Arcinazzo angebaut.
Eine typische Nudelspezialität sind die Sagnozzi, eine Art dicke, von Hand geschnittene Spaghetti.

## Personen mit Verbindungen zur Gemeinde
- Benedikt von Nursia (um 480–547), soll als Einsiedler in Affile gelebt haben
- Giulio Cesare Graziani (1915–1998), italienischer Pilot und General, wurde in Affile geboren
- Rodolfo Graziani (1882–1955), italienischer Marschall von Italien,  Politiker und Kriegsverbrecher, verbrachte seine letzten Lebensjahre in der Gemeinde
- Salvatore Marsili (1910–1983), italienischer Benediktiner, Abt von Finalpia und Liturgiewissenschaftler, wurde in Affile geboren